# Usolka
La Usolka è un fiume della Russia siberiana centrale (Kraj di Krasnojarsk), affluente di sinistra della Taseeva nel bacino dell'Angara.
Nasce e scorre nella parte sudoccidentale dell'Altopiano della Siberia centrale, fluendo in direzione nordoccidentale costeggiando a oriente le alture dello Enisej. Il suo maggior affluente è l'Aban.
Il fiume è gelato, mediamente, da novembre a fine aprile - primi di maggio.